# Bam
|  | Per a altres significats sobre Barcelona Acció Musical, vegeu «BAM». |

Bam és una ciutat de l'Iran a la província de Kerman, centre del comtat de Bam al sud-oest del gran de desert de Dasht-i Lut, a 193 km de Kirman, a uns 1.100 metres sobre el nivell de la mar. Tenia 430.000 habitants abans del terratrèmol de 26 de desembre de 2003, que va causar milers de morts. De Bam, destacava la ciutadella o Arg-é Bam, destruïda pel terratrèmol i que és reconstruïda; fou declarada Patrimoni de la Humanitat per la Unesco el 2004. També la ciutat s'ha reconstruït segons mètodes moderns.

## Història

Arg-é Bam, abans del terratrèmol de 2003

Fou fundada probablement en època sassànida i fou un centre comercial i estratègic. Sota domini musulmà, era un dels cinc districtes de la província de Kirman. Durant la guerra entre el saffàrida Yaqub ibn al-Layth i els tahírides del Khorasan, va servir de presó (873). A partir del segle x, fou cèlebre per la ciutadella, considerada inexpugnable, que servia contra els atacs dels kufs i balutxis al Kirman. Al segle x, hi havia tres mesquites, una dels kharigites, i dues dels musulmans (una dins la fortalesa).
Fora d'algunes mencions aïllades, la seva història només es coneix a partir del segle xviii. El 1719 el cap dels ghalzay, Mahmud, la va ocupar, però una revolta a Kandahar el va obligar a deixar la ciutat i fortalesa al cap de pocs mesos. La va reconquerir el 1721 i la va conservar fins que fou ocupada per Nàdir-Xah Afxar el 1729/1730, que en va reforçar les defenses. A Bam, fou on Agha Muhammad Shah va fer presoner Luft Ali Khan, el darrer Zand. Agha Muhammad hi va fer construir una piràmide amb els cranis de 600 enemics. Fou ocupada per Agha Khan Mahallati durant la seva revolta i la ciutat estava llavors pràcticament en ruïnes, i en restaven només com a edificis destacats la ciutadella i la tomba de l'imam Zayd ibn Ali Zayn al-Abidin.
La ciutat moderna es va construir a uns 500 metres al sud-oest de l'antiga, dividida en quatre barris.